# Oltin humo
Vous pouvez aider à l'améliorer ou bien discuter des problèmes sur sa page de discussion.
- Son texte doit être wikifié : il ne correspond pas à la mise en forme Wikipédia (style, typographie, liens internes, liens entre les wikis, etc.). (Marqué depuis octobre 2022)
- Il n’est pas rédigé dans un style encyclopédique. (Marqué depuis octobre 2022)
- Il est orphelin : moins de trois articles lui sont liés. Aidez à ajouter des liens en plaçant le code [[Oltin humo]] dans les articles relatifs au sujet. (Marqué depuis octobre 2022)

Pour les articles homonymes, voir Oltin humo.
Oltin Humo est un prix décerné chaque année par l'Union créative des cinéastes d'Ouzbékistan. Il a été établi en tant que présentation cinématographique nationale le 26 décembre 2018 et s'est tenu pour la première fois le 10 avril 2019,. Il vise à encourager de manière adéquate les cinéastes en Ouzbékistan.

## Catégories de récompenses
- "Prix spécial "Oltin Humo" pour sa contribution à la cinématographie ouzbek"
- "Meilleur documentaire"
- "Meilleur film d'animation"
- "Meilleurs graphismes PC"
- "Meilleur directeur du son"
- "Meilleur maquilleur"
- "Meilleur montage"
- "Meilleure conception de costumes"
- "Meilleur travail d'artiste"
- "Meilleur compositeur de films"
- "Meilleur scénario"
- "Meilleure photographie"
- "Meilleur travail de réalisateur"
- "Meilleure actrice" * "Meilleur acteur"
- "Le film qui a gagné l'amour du public"
- "Meilleur Film"

## "Oltin Humo" — 2019
| Nomination                                                                  | Le gagnant de la nomination |
| --------------------------------------------------------------------------- | --- |
| Prix spécial "Oltin Humo" pour sa contribution à la cinématographie ouzbèke | Baxtiyor Ixtiyorov |
| Prix spécial "Oltin Humo" pour sa contribution à la cinématographie ouzbèke | Abdurahim Ismoilov |
| Prix spécial "Oltin Humo" pour sa contribution à la cinématographie ouzbèke | Qamara Kamolova |
| Prix spécial "Oltin Humo" pour sa contribution à la cinématographie ouzbèke | Sayram Isayeva |
| Prix spécial "Oltin Humo" pour sa contribution à la cinématographie ouzbèke | Xayrulla Saʼdiyev |
| Prix spécial "Oltin Humo" pour sa contribution à la cinématographie ouzbèke | Xabibulla Fayziyev |
| Meilleur documentaire                                                       | Le film "The Beloved Child of Two Nations" réalisé par Muzaffar Karabayev est un produit du "Documentary and Chronicle Films Film Studio" |
| Meilleur film d'animation                                                   | Production de DUK "Studio of Multiplication Films", le film du réalisateur Nozim Tolakhojayev "Dovyurak Oshpaz"                           |
| Meilleures infographies                                                     | Laziz Gʻaniyev, "Elparvar" pour son travail dans le film                                                                                  |
| Meilleur directeur de voix                                                  | Anvar Faizullayev, pour son travail dans le film "Behind Peace".                                                                          |
| Meilleure maquilleuse                                                       | Valentina Abdukunduzova, pour son travail dans le film "Islamkhoja".                                                                      |
| Meilleur travail d'installation                                             | Qudratilla Dadajonov, pour son travail dans le film "Hot Bread".                                                                          |
| Meilleur travail de costumier                                               | Nina Dobrina pour son travail dans le film "Elparvar".                                                                                    |
| Meilleur travail d'artiste                                                  | Akmal Saidov, pour son travail dans le film "Islamkhoja".                                                                                 |
| Meilleur compositeur de films                                               | Pour son travail dans l'ensemble "Omnibus", les films "Nazira" et "Elparvar"                                                              |
| Meilleur scénario                                                           | Umid Hamdamov, pour son travail dans le film "Hot Bread".                                                                                 |
| Meilleur travail de caméra de tous les temps                                | Rustam Murodov, pour son travail dans le film "Elparvar".                                                                                 |
| Meilleur travail de réalisateur                                             | Rashid Malikov, pour son travail dans le film "Sabot".                                                                                    |
| Meilleur rôle féminin                                                       | Muyassar Bedikulova, pour son rôle dans le film "Nazira".                                                                                 |
| Meilleur acteur                                                             | Karim Mirkhadiyev, pour son rôle dans le film "Sabot".                                                                                    |
| Prix du public                                                              | Le film "Vasiyat" du réalisateur Said Mukhtorov est un produit du studio de cinéma "MUHTASHAM MEDIA"                                      |
| Meilleur film                                                               | Uzbekfilm DUK production, film du réalisateur Umid Hamdamov "Hot Bread".                                                                  |

## "Oltin Humo" — 2021
La cérémonie "Oltin Humo" a eu lieu en 2021,. Un total de 53 films tournés sur deux ans (2019-2020) en raison de la COVID-19 Pandemic , en particulier, 25 longs métrages, 21 documentaires et 7 films d'animation ont été soumis au comité de sélection,.
La cérémonie "Oltin Humo" a eu lieu pour la deuxième fois le 22 décembre 2021 à "Kinochilar Uyi",,. Le jury de présentation des films comprenait les experts suivants :
- Artiste du peuple d'Ouzbékistan Yakub Ahmedov
- Artiste d'Ouzbékistan, directeur de la photographie Abdurahim Ismailov
- Critique d'art Shuhrat Rizayev, premier vice-président de l'Agence cinématographique de la République d'Ouzbékistan
- Artiste d'Ouzbékistan, réalisateur Zulfiqor Musakov
- Artiste du peuple d'Ouzbékistan, président de l'Académie des arts de la République d'Ouzbékistan Akmal Nur
- Recteur de l'UzJOKU, responsable du Club international de la presse Sherzodkhan Qudrathojayev
- Réalisateur-animateur Bekzod Salomov

| Nomination                                                                  | Le gagnant de la nomination |
| --------------------------------------------------------------------------- | --- |
| Prix spécial "Oltin Humo" pour sa contribution à la cinématographie ouzbèke | |
|                                                                             | |
|                                                                             | |
|                                                                             | |
|                                                                             | |
|                                                                             | |
| Le meilleur documentaire                                                    | Production du "Documentary and Chronicle Film Studio" DUK, film "People's Courage" du réalisateur Ali Hamroyev                              |
| Le meilleur film d'animation                                                | Production du studio de cinéma "ASTIR ANIMATION STUDIO", film du réalisateur Abdulatif Haydarov "Auto Adventures 4"                         |
| Les meilleures infographies                                                 | Dilshod Latifkhojayev, pour son travail dans le film "Ibrat".                                                                               |
| Meilleur directeur de voix                                                  | Anvar Faizullayev, pour son travail dans le film "Ilhaq".                                                                                   |
| La meilleure maquilleuse                                                    | Zilola Sobirova, pour son travail dans le film "Ilhaq".                                                                                     |
| Le meilleur travail d'installation                                          | Khurshid Alikhojayev, pour son travail dans le film "Tengiz".                                                                               |
| Meilleur travail de costumier                                               | Zukhra Ganiyeva. Pour son travail dans le film "Ilhaq".                                                                                     |
| Meilleur travail d'artiste                                                  | Isobek Egamberdiyev, Husaynboy Eshniyozov, pour son travail dans le film "Ko'kon Shamoli"                                                   |
| Le meilleur compositeur de films                                            | Ubaydulla Karimov, pour son travail dans le film "Colorless Dreams".                                                                        |
| Le meilleur scénario                                                        | Umid Hamdamov, pour son travail dans le film "Colorless Dreams".                                                                            |
| Meilleur travail de caméra de tous les temps                                | Jahongir Ibragimov, pour son travail dans le film "Ilhaq".                                                                                  |
| Eng yaxshi rejissorlik ishi                                                 | Ayub Shahobiddinov, "Rangsiz tushlar" filmidagi ishi uchun                                                                                  |
| Eng yaxshi ayol roli                                                        | Dilorom Karimova, „Ilhaq“ filmidagi roli uchun                                                                                              |
| Meilleur acteur                                                             | Karim Mirkhadiyev, pour son rôle dans le film "Ibrat".                                                                                      |
| Un film qui a conquis le public                                             | Film "La neige tombe, neige blanche" du réalisateur Rikhsivoy Muhammadjanov, production du "Studio créatif-expérimental de la jeunesse" DUK |
| Le meilleur film                                                            | Production du studio de cinéma "Ezgu Film", film "Ilhaq" réalisé par Jahongir Akhmedov                                                      |

## Récompenses similaires
Oscars
British Academy Film Awards
Golden Globes
Palme d'or